# Ряссковский сельский совет (Машевский район)
Ряссковский сельский совет (укр. Ряськівська сільська рада) — входит в состав
Машевского района
Полтавской области
Украины.
Административный центр сельского совета находится в 
с. Рясское.

## Населённые пункты совета
- с. Рясское